# 渡邊哲也
渡邊 哲也（わたなべ てつや、1967年1月21日 - ）は、静岡県出身の競艇選手。登録番号3461。身長165cm。血液型A型。66期。静岡支部所属。同期に東健介、乙津康志、石川真二らがいる。

## 来歴
- 1990年5月、浜名湖競艇場でデビュー。
- 1990年6月、蒲郡競艇場で初勝利。
- 1999年8月2日、浜名湖競艇場での「G1浜名湖賞　開設46周年記念競走」でG1初優勝。
- 2010年4月19日、浜名湖競艇場での「日本モーターボート選手会会長杯」で通算1000勝達成。